# Ronde van de Toekomst 2000
De Ronde van de Toekomst 2000 (Frans: Tour de l'Avenir 2000) werd gehouden van 31 augustus tot en met 9 september in Frankrijk.

## Etappe-overzicht
| etappe | datum       | start                | finish               | afstand    | winnaar              | klassementsleider   |
| ------ | ----------- | -------------------- | -------------------- | ---------- | -------------------- | ------------------- |
| 1e     | 31 augustus | Ancenis              | Ancenis              | 159 km     | Luca Paolini         | Luca Paolini        |
| 2e     | 1 september | Trans-sur-Erdre      | Saint-Mars-la-Jaille | 22 km (it) | Laszlo Bodrogi       | László Bodrogi      |
| 3e     | 2 september | Ligné                | Mouchamps            | 156 km     | Fabrice Salanson     | László Bodrogi      |
| 4e     | 3 september | Mouchamps            | Mouchamps            | 220 km     | Frédéric Finot       | László Bodrogi      |
| 5e     | 4 september | Le Blanc             | Saint-Amand-Montrond | 172 km     | Laurent Chotard      | László Bodrogi      |
| 6e     | 5 september | Saint-Amand-Montrond | Saint-Amand-Montrond | 190 km     | Janek Tombak         | László Bodrogi      |
| 7e     | 6 september | Autun                | Oyonnax              | 199 km     | David Moncoutié      | László Bodrogi      |
| 8e     | 7 september | Annecy               | Le Grand Bornand     | 149 km     | Aitor Kintana Zárate | David Moncoutié     |
| 9e     | 8 september | Le Grand Bornand     | Ville-la-Grand       | 175 km     | Iker Flores Galarza  | Iker Flores Galarza |
| 10e    | 9 september | Annemasse            | Annemasse            | 120 km     | Aljaksandr Oesaw     | Iker Flores Galarza |

## Eindklassementen

### Algemeen klassement
| rang | renner               | land             | tijd        |
| ---- | -------------------- | ---------------- | ----------- |
| 1    | Iker Flores Galarza  | Spanje           | 38u 17' 14" |
| 2    | David Moncoutié      | Frankrijk        | op 0' 43"   |
| 3    | Sven Montgomery      | Zwitserland      | op 1' 06"   |
| 4    | Floyd Landis         | Verenigde Staten | op 3' 35"   |
| 5    | Aitor Kintana Zárate | Spanje           | op 4' 01"   |
| 6    | Dmitri Fofonov       | Kazachstan       | op 4' 01"   |
| 7    | Ludovic Martin       | Frankrijk        | op 4' 10"   |
| 8    | Sergei Yakovlev      | Kazachstan       | op 4' 31"   |
| 9    | Thierry Loder        | Frankrijk        | op 4' 44"   |
| 10   | Yoann Le Boulanger   | Frankrijk        | op 6' 05"   |
| 11   | Thorwald Veneberg    | Nederland        | op 6' 17"   |

### Punten klassement
| rang | renner           | land      | tijd |
| ---- | ---------------- | --------- | ---- |
| 1    | Luca Paolini     | Italië    | p    |
| 2    | Aljaksandr Oesaw | Oekraïne  | p    |
| 3    | Thor Hushovd     | Noorwegen | p    |

### Bergklassement
| rang | renner               | land      | tijd |
| ---- | -------------------- | --------- | ---- |
| 1    | Sylvain Chavanel     | Frankrijk | p    |
| 2    | Ludovic Martin       | Frankrijk | p    |
| 3    | Aitor Kintana Zárate | Spanje    | p    |

### Ploegenklassement
| rang | land                      | tijd |
| ---- | ------------------------- | ---- |
| 1    | Euskaltel-Euskadi Spanje  |      |
| 2    | Cofidis Frankrijk         |      |
| 3    | Crédit Agricole Frankrijk |      |